# 雲居山

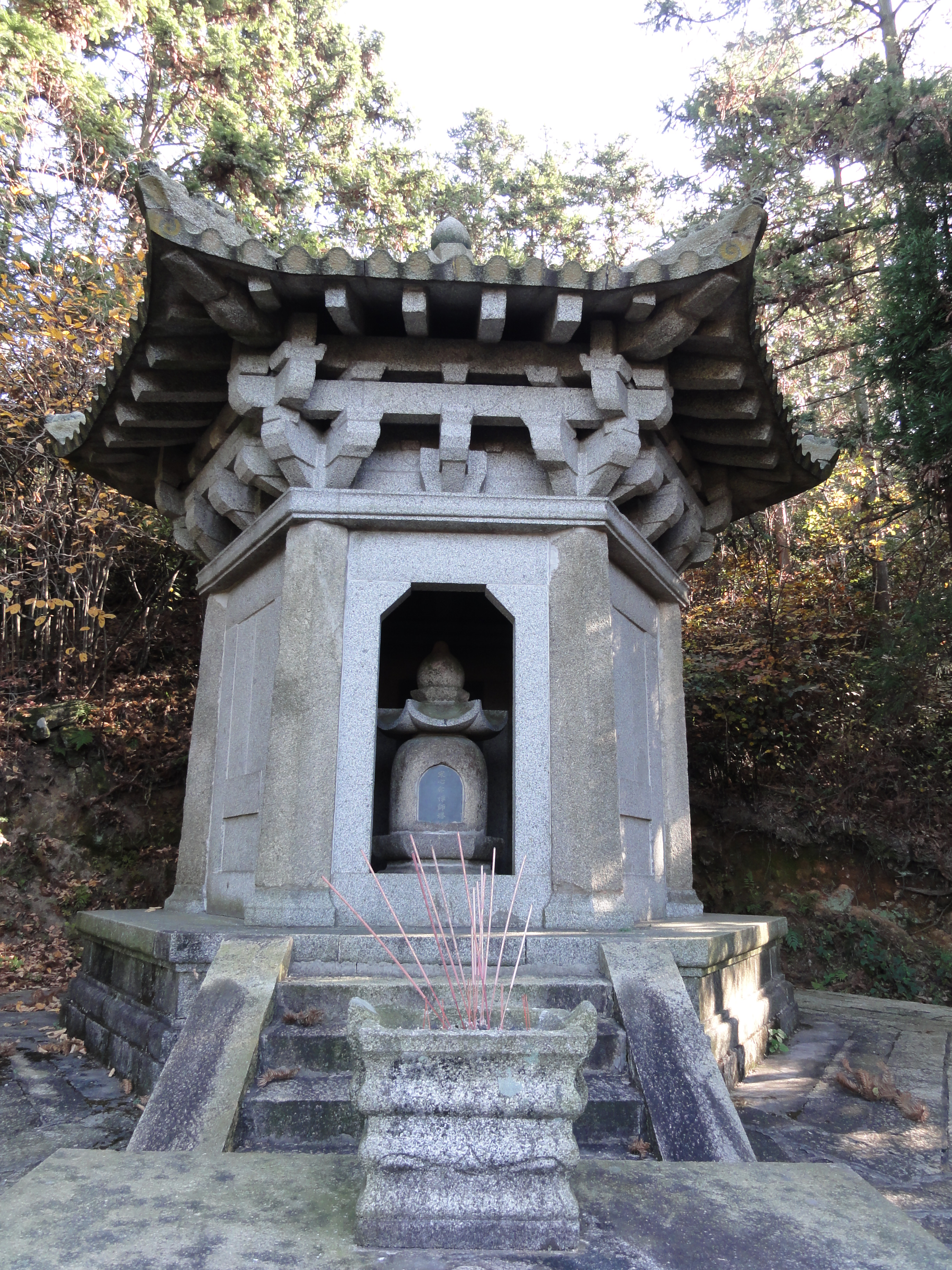
雲居山の真如禅寺にある心印禅師塔

雲居山（うんきょざん）は、中国江西省九江市永修県に位置している。もともと欧山と呼ばれ、中国では仏教の名山として有名な場所である。中国十大仏教名山にも数えられ、山頂にある「真如禅寺」は中国禅宗（曹洞宗）の発祥の地と言われている。寺院の周囲は山林に囲まれ、竹・アカマツ・お茶・栗・キュウイ・サンザシなどがこのエリアの名産品で、朝鮮人参やオウセイ（黄精）などの漢方薬も名産品に含まれている。
総面積は216.5平行キロメートル、標高は969.7ｍになり、2000種以上の植物が生息している。特に樹齢が千年を超える樹木が多数あり、イチョウやクスノキなどの樹齢千年を超える樹木が見所の一つである。真夏でも気温が22度を超えないと言われ、避暑地にもなっている。2005年に中華人民共和国国家重点風景名勝区に認定された。
この地に仏教をもたらしたのは雲居道膺（835年-902年）、曹洞宗の洞山良价（807年-869年）と曹山本寂（840年-901年）であり江西の洞山と曹山になる。北宋時代に真宗勅改から「真如禅寺」とされ、現在に至っている。真如禅寺は禅宗のお寺であり、古代には臨済宗の代表的な人物も多く輩出した。現代であれば、中国仏教協会の会長であった一誠法師もまたこの地で修行にはげんだ（この地にて示寂）。

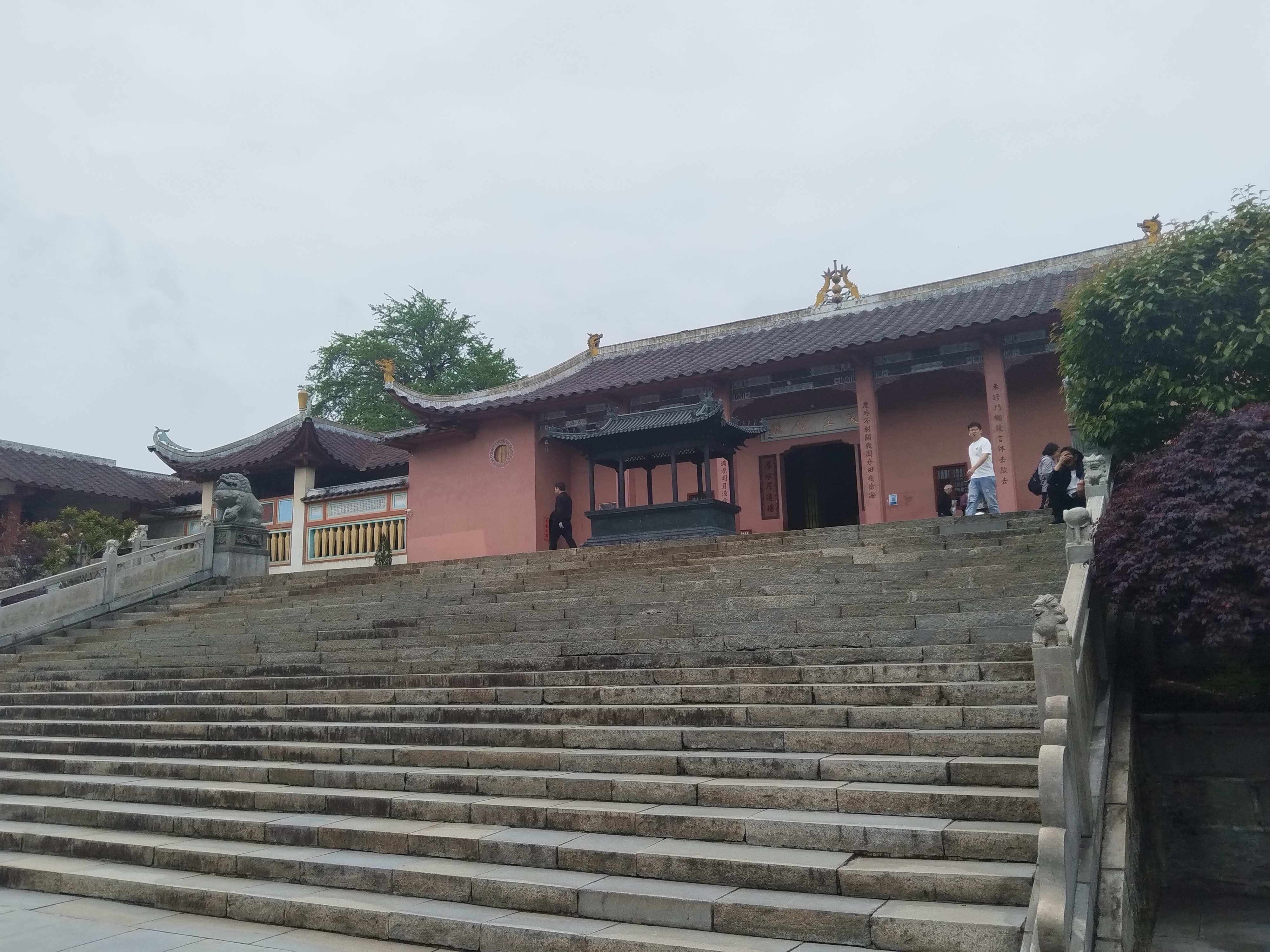
真如禅寺

また古代中国の文人である白居易や蘇東坡・仏印などもこの地を訪れたことがあり、名作を残していった。